# Amphimaros
Amphimaros (altgriechisch Ἀμφίμαρος Amphímaros) ist eine Person der griechischen Mythologie.
Er erscheint einzig bei Pausanias bei der Beschreibung der Grotte der Musen auf dem Berg Helikon in Boiotien. Amphimaros wird als Sohn des Poseidon vorgestellt, mit der Muse Urania hat er den Sohn Linos, dem vor den eigentlichen Opferhandlungen für die Musen ein Opfer als Heros dargebracht wurde.